# Болотяна папороть звичайна
Болотяна папороть звичайна, теліптерис болотяний, теліптеріс болотяний, теліптерис болотний (Thelypteris palustris Schott) — вид рослин з родини теліптерисові (Thelypteridaceae). Має голарктичне поширення.

## Опис
Це багаторічна трав'яниста рослина (кореневищний геофіт), 30–80 см заввишки, з тонким і чорним кореневищем, яке широко стелиться, до 50 см завдовжки. Його гілки довжиною 15–100 см. Спорове листя розгортається через кілька тижнів після стерильного листя. Листя яскраво-зелене. Безплідне листя до 60 см завдовжки, тонке. Родюче листя довжиною до 1 м і більш тверде. Довжина черешка становить близько третини листа. Черешок тонкий і ледь покритий лусочками. Спори маленькі і круглі, покриті індузією й частково захищені вигнутим краєм листа. Спори дозрівають з липня по жовтень.

## Поширення
Батьківщина: Північна Африка: Алжир; Марокко. Кавказ: Вірменія; Азербайджан; Грузія; Росія — Передкавказзя, Примор'ї, Камчатка, Сахалін, Сибір, Європейська частина. Азія: Японія; Казахстан; Киргизстан; Таджикистан; Туркменістан; Ізраїль; Йорданія; Туреччина. Європа: Білорусь; Естонія; Латвія; Литва; Молдова; Україна; Австрія; Бельгія; Чехія; Німеччина; Угорщина; Нідерланди; Польща; Словаччина; Швейцарія; Данія; Фінляндія; Норвегія; Швеція; Об'єднане Королівство; Албанія; Боснія і Герцеговина; Болгарія; Хорватія; Греція; Італія; Македонія; Чорногорія; Румунія; Сербія; Словенія; Франція; Португалія; Іспанія. Північна Америка: Канада; Сполучені Штати. Південна Америка: Бермудські острови; Куба; Перу. Зустрічається на кременистій підкладці або на торф'яному субстраті, в заболочених, вологих канавах, берегах водойм, на алювіальних відкладеннях вздовж річок, в Альпах до 1200 метрів над рівнем моря.

## Галерея

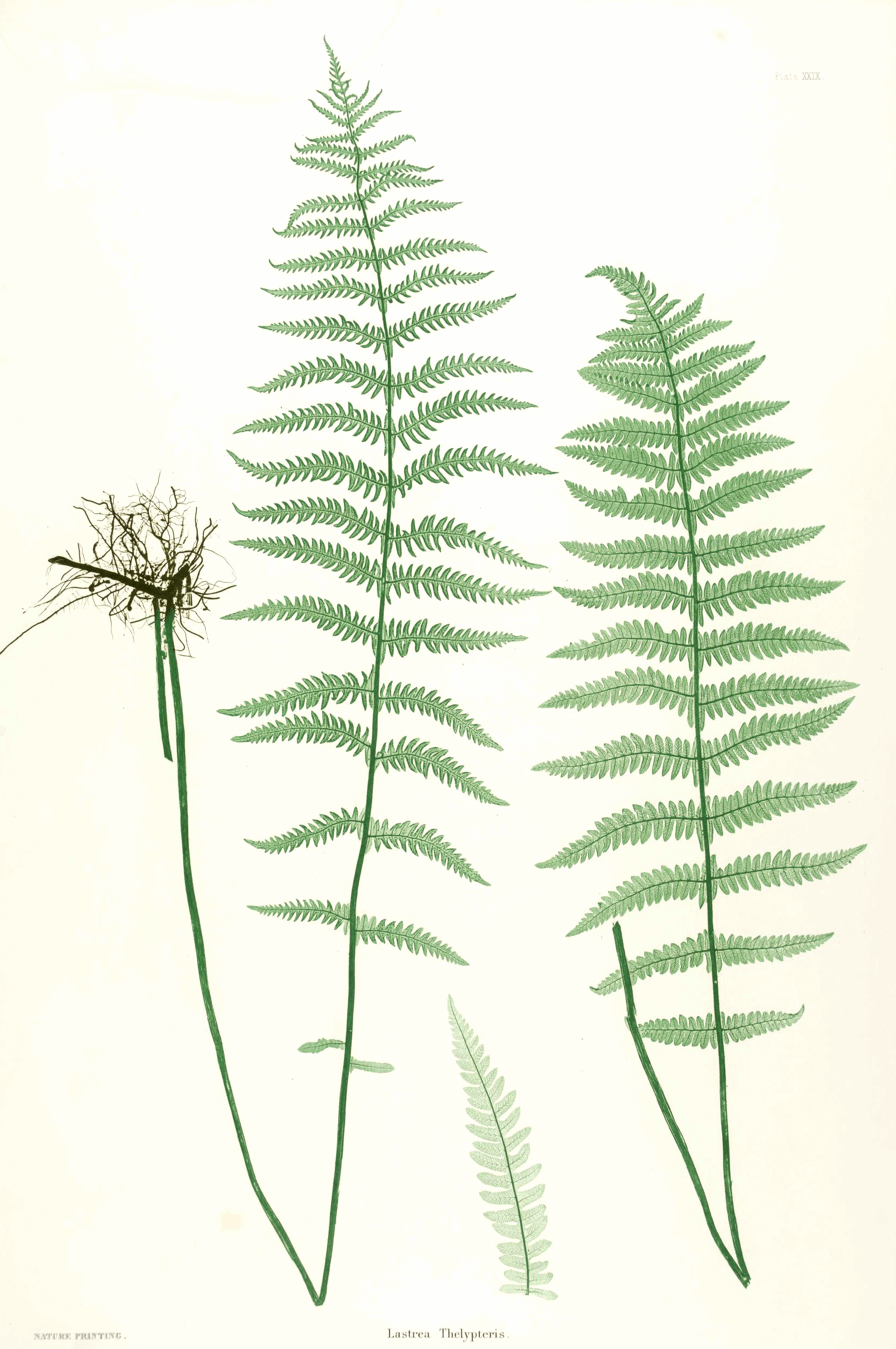
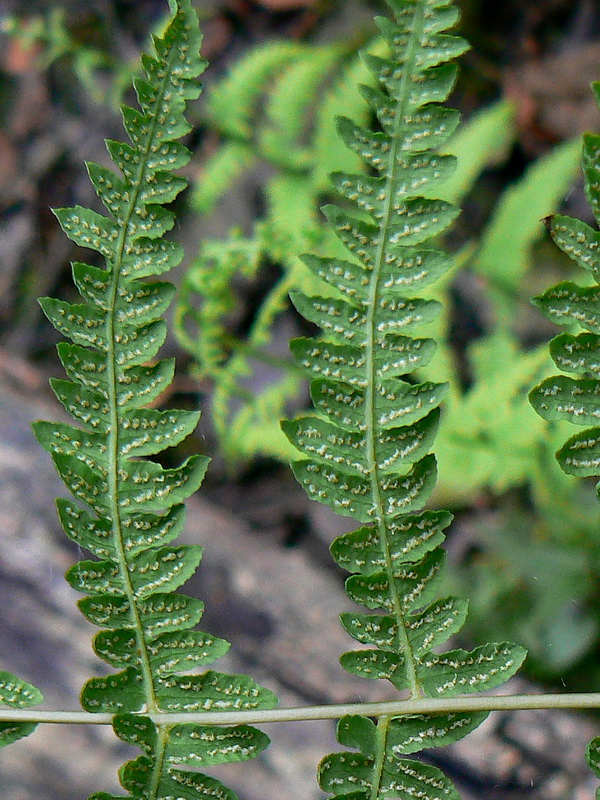

## Загрози та охорона
У країнах Північної Африки, тиск випасу дуже високий; Крім того, ділянки T. palustris знаходяться під загрозою впливу дренажу і сільського господарства на водно-болотних угіддях. В Європі основні загроза — забруднення води та погіршення середовища проживання; У Туреччині — спорудження греблів, залісення та забруднення навколишнього середовища. Немає ніяких заходів по збереженню на місцях.